# 叉枝龙胆
叉枝龙胆（学名：Gentiana divaricata）为龙胆科龙胆属的植物，是中国的特有植物。分布于中国大陆的四川等地，生长于海拔2,300米的地区，一般生长在阴坡林下，目前尚未由人工引种栽培。